# Алкаойли

Тамга племени алкаойли

Алкаойли (также: алка-болюк, ал-караули, ала-болюк, алкарэвли; туркм. Alkaöýli) — древнее и средневековое огузо-туркменское племя, которое ведет свое происхождение от одного 24-х внуков родоначальника туркмен и героя-прародителя других тюркских народов Огуз-хана.

## Происхождение
В энциклопедическом словаре тюркских языков Диван лугат ат-Турк известного лексикографа Государства Караханидов Махмуда Кашгари, племя алкаойли указано как один из родов огузов-туркмен в форме «алка-болюк»:
«Огуз — одно из тюркских племен (кабиле), они же туркмены…Тринадцатый — Алка-Болюк.»
Государственный деятель и историк Государства Хулагуидов Рашид ад-Дин пишет о племени алкаойли, как одном из 24-х племен огузов (туркмен) в своем историческом труде Джами ат-Таварих (Сборник летописей):
«Племена Бозук, принадлежащие к правому крылу войска, дети трех старших сыновей..; четверо детей Кун-хана, который был старше всех сыновей: …Третий — Ал-караули, то есть всюду, куда он ни придет, будет желанный…»
В историческом труде Родословная туркмен, автором которого является хивинский хан и историк XVII в. Абу-л-Гази, сообщается о том, что племя алкаойли было одним из 24-х древних туркменских племен — прямых потомков Огуз-хана:
«Имя старшего сына Огуз-хана — Кyн-хан…Имя старшего сына Кyн-хана — Кайы, второй [сын] — Байат, третий — Алка-oйли, четвертый — Кара-oйли…Значение Алка-oйли — соответствующий…»

## Этнонимия
Племя алкаойли оставила следы в этнонимии современных туркмен: род алаойлукли и род алборукли в составе этнографической группы салыр.